# Yuki Irie
Yuki Irie (jap. 入江 ゆき, Irie Yuki; * 17. September 1992) ist eine japanische Ringerin. Sie wurde 2012 Junioren-Weltmeisterin und 2015 Asien-Meisterin jeweils in der Gewichtsklasse bis 48 kg.

## Werdegang
Yuki Irie begann bereits im Alter von fünf Jahren im Jahre 1997 mit dem Ringen. Sie besuchte die Fukuoka-ken-ritsu Kokura shōgyō kōtō-gakkō („Handelsoberschule Kokura der Präfektur Fukuoka“) in Kitakyūshū, Präfektur Fukuoka und ist jetzt Studentin an der Kyūshū Kyōritsu Universität, deren Ringerclub sie auch angehört. Trainiert wird sie von Keiji Fukuda. Die 1,52 Meter große Athletin wiegt ca. 50 kg und startete bisher nur in der Gewichtsklasse bis 48 kg. Ihre drei Jahre jüngere Schwester Nanami Irie ist ebenfalls eine Weltklasseringerin.
Im Jahre 2011 wurde sie japanische Juniorenmeisterin. Im selben Jahr bewährte sie sich auch bei den Seniorinnen in einem großen internationalen Turnier. Sie siegte beim Golden-Grand-Prix in Klippan vor so guten Ringerinnen wie Iwona Matkowska aus Polen und Patimat Bagomedowa aus Aserbaidschan. Bei der japanischen Meisterschaft der Seniorinnen im Dezember 2011 kam sie hinter der vielfachen Weltmeisterin Hitomi Obara und Eri Tosaka auf den 3. Platz.
2012 wurde sie wiederum japanische Juniorenmeisterin. Im September 2012 war sie bei der Junioren-Weltmeisterschaft in Pattaya am Start und gewann dort in überlegenem Stil den Weltmeistertitel vor Vu Thi Hang, Vietnam. Einige Wochen später wurde sie in Kuortane/Finnland auch Studenten-Weltmeisterin. Im Finale der japanischen Meisterschaften unterlag sie im Dezember 2012 gegen Eri Tosaka nach Punkten. Gegen die gleiche Ringerin verlor sie auch im Finale der japanischen Meisterschaft 2013.
In das Jahr 2014 startete Yuki Irie mit einem Sieg beim renommierten „Iwan-Yarigin“-Memorial in Krasnojarsk in der Gewichtsklasse bis 48 kg vor den Russinen Nadeschda Fedorowa, Anschelika Wetoschkina und Walerija Tschepsarakowa. Zu Einsätzen bei internationalen Meisterschaften kam sie aber 2014 nicht.
Im Mai 2015 wurde Yuki Irie in Doha Asienmeisterin in der Gewichtsklasse bis 48 kg vor Vinesh, Indien, Tatjana Amanschol-Bakatschuk, Kasachstan und Kim Hyon-Gyong, Nordkorea. Im Dezember 2015 wurde sie dann erstmals japanische Meisterin bei den Seniorinnen in der Gewichtsklasse bis 48 kg Körpergewicht. Im Finale besiegte sie dabei Yui Susaki.
Die Qualifikation für die Olympischen Spiele 2016 in Rio de Janeiro gelang Yuki Irie nicht, sie scheiterte an Eri Tosaka, die auch Olympiasiegerin wurde. Im Juni 2017 belegte Yuki Irie beim japanischen Qualifikationsturnier für die Weltmeisterschaft dieses Jahres in Tokio hinter Yui Susaki und Miho Igarashi den 3. Platz und wurde bei der Weltmeisterschaft nicht eingesetzt. Sie überraschte aber bei der im Dezember 2017 ausgetragenen japanischen Meisterschaft, denn sie holte sich dort in der neuen Gewichtsklasse bis 50 kg Körpergewicht den Titel vor Miho Igarashi und der Weltmeisterin von 2017 Yui Susaki und der Olympiasiegerin von 2016 Eri Tosaka.
Bei der Asienmeisterschaft 2018 in Bischkek kam Yuki Irie in der Gewichtsklasse bis 50 kg hinter Lei Chun aus China und Vinesh aus Indien auf den 3. Platz. Im März 2018 stand sie auch in der japanischen Nationalmannschaft der Frauen, die in Takasaki den World-Cup mit einem 6:4-Sieg über China gewann. Im Finale schulterte sie dabei die Chinesin Sun Yanan. Im Juni 2018 belegte sie beim Meiji-Cup, einem Herausforderungsturnier zur Bildung des japanischen Weltmeisterschaftsteams in Tokio, hinter Yui Susaki und vor Eri Tosaka und Miho Igarashi den 2. Platz. Bei den Asienspielen 20918 in Jakarta erreichte sie in der Gewichtsklasse bis 50 kg das Finale, in dem sie aber gegen die Inderin Vinesh unterlag.
Im April 2019 gewann Yuki Irie ihren zweiten Asienmeister-Titel. Im Finale besiegte sie dabei die ehemalige Weltmeisterin Sun Yanan aus China. Im Juli 2019 besiegte Yuki Irie in Wako-City in einem vom japanischen Ringer-Verband extra angesetzten Ausscheidungskampf für die Weltmeisterschaft Yui Susaki klar mit 6:1 Punkten.

## Internationale Erfolge
| Jahr | Platz | Wettbewerb                               | Gewichtsklasse | Ergebnisse                                                                                               |
| ---- | ----- | ---------------------------------------- | -------------- | --- |
| 2011 | 1.    | Golden-Grand-Prix in Klippan             | bis 48 kg      | vor Iwona Matkowska, Polen, Patimat Bagomedowa, Aserbaidschan und Julita Omilusik, Polen                 |
| 2012 | 1.    | Junioren-WM in Pattaya                   | bis 48 kg      | vor Vu Thi Hang, Vietnam, Mercedes Denes, Ungarn und Nadeschda Fedorowa, Russland                        |
| 2012 | 1.    | Universitäten-WM in Kuortane/Finnland    | bis 48 kg      | vor Li Ni, China, Irina Rybak, Ukraine und Jasmine Mian, Kanada                                          |
| 2013 | 2.    | Welt-Cup in Ulan-Baator                  | bis 48 kg      | hinter Sun Yanan, China, vor Jasmine Mian                                                                |
| 2013 | 1.    | New-York-Athletic-Club International     | bis 48 kg      | vor Jasmine Mian und Victoria Anthony, USA                                                               |
| 2014 | 1.    | „Iwan-Yarigin“-Memorial in Krasnojarsk   | bis 48 kg      | vor Nadeschda Fedorowa, Angelika Wetoschkina und Walerija Tschepsarakowa, alle Russland                  |
| 2014 | 3.    | Meji-Cup                                 | bis 48 kg      | hinter Eri Tosaka und Yu Miyahara, vor Shiori Ito, alle Japan                                            |
| 2014 | 3.    | Golden-Grand-Prix in Baku                | bis 48 kg      | hinter Maria Stadnik, Aserbaidschan und Elena Wostrikowa, Russland                                       |
| 2015 | 1.    | Asien-Meisterschaft in Doha              | bis 48 kg      | vor Vinesh, Indien, Tatjana Amanschol-Bakatschuk, Kasachstan und Kim Hyon-Gyong, Nordkorea               |
| 2016 | 1.    | „Iwan-Yarigin“-Grand-Prix in Krasnojarsk | bis 48 kg      | vor Nadeschda Fedorowa und Daria Leksina, beide Russland und Narangerel Erdenesuch, Mongolei             |
| 2018 | 1.    | „Iwan-Yarigin“-Grand-Prix in Krasnojarsk | bis 50 kg      | vor Kim Song-hyang, Südkorea, Angelika Wetoschkina und Ni Jie, China                                     |
| 2018 | 3.    | Asien-Meisterschaft in Bischkek          | bis 50 kg      | hinter Lei Chun, China und Vinesh, Indien                                                                |
| 2018 | 2.    | Asienspiele in Jakarta                   | bis 50 kg      | hinter Vinesh, vor Kim Son-hyang, Nordkorea und Kim Hyung-joo, Südkorea                                  |
| 2019 | 1.    | Asien-Meisterschaft in Xi’an, China      | bis 50 kg      | nach Siegen über Seema Seema, Indien, Hsieh Meng-hsuan, Taiwan, Walentina Brik, Kasachstan und Sun Yanan |

## Nationale Wettkämpfe
| Jahr | Platz | Altersgruppe | Wettkampf                          | Gewichtsklasse | Ergebnisse                                            |
| ---- | ----- | ------------ | ---------------------------------- | -------------- | ----------------------------------------------------- |
| 2011 | 1.    | Juniorinnen  | Japanische Meisterschaft           | bis 48 kg      |                                                       |
| 2011 | 3.    | Frauen       | Japanische Meisterschaft           | bis 48 kg      | hinter Hitomi Obara und Eri Tosaka                    |
| 2012 | 1.    | Juniorinnen  | Japanische Meisterschaft           | bis 48 kg      | vor Hikaru Aono                                       |
| 2012 | 2.    | Frauen       | Japanische Meisterschaft           | bis 48 kg      | hinter Eri Tosaka, vor Ayano Suzuka und Yuka Yago     |
| 2013 | 2.    | Frauen       | Japanische Meisterschaft           | bis 48 kg      | hinter Eri Tosaka, vor Yoshika Watanabe und Yuko Yugo |
| 2014 | 3.    | Frauen       | Japanische Meisterschaft           | bis 48 kg      | hinter Eri Tosaka und Yu Miyahara                     |
| 2015 | 1.    | Frauen       | Japanische Meisterschaft           | bis 48 kg      | vor Yui Susaki, Miho Igarashi und Kika Kagata         |
| 2017 | 1.    | Frauen       | Japanische Meisterschaft           | bis 50 kg      | vor Miho Igarashi, Yui Susaki und Eri Tosaka          |
| 2018 | 1.    | Frauen       | Japanische Meisterschaft           | bis 50 kg      | vor Kika Kagata, Eri Tosaka und Miho Igarashi         |
| 2019 | 1.    | Frauen       | WM-Ausscheidungskampf in Wako-City | bis 50 kg      | mit einem 6:1-Punktsieg über Yui Susaki               |

Erläuterungen
- alle Wettkämpfe im freien Stil
- WM = Weltmeisterschaft